# Adinandra excelsa
Adinandra excelsa là một loài thực vật có hoa trong họ Pentaphylacaceae. Loài này được Korth. mô tả khoa học đầu tiên năm 1841.